# Dwars door Vlaanderen 2023
Dwars door Vlaanderen 2023 – 77. edycja wyścigu kolarskiego Dwars door Vlaanderen, która odbyła się 29 marca 2023 na liczącej ponad 188 kilometrów trasie z Roeselare do Waregem. Impreza kategorii 1.UWT była częścią UCI World Tour 2023.

## Uczestnicy

### Drużyny
| WorldTeams (18)- AG2R Citroën Team - Alpecin-Deceuninck - Astana Qazaqstan Team - Bahrain Victorious - Bora-Hansgrohe - Cofidis - EF Education-EasyPost - Groupama-FDJ - Ineos Grenadiers - Intermarché-Circus-Wanty - Jumbo-Visma - Movistar Team - Soudal Quick-Step - Arkéa-Samsic - Team DSM - Team Jayco AlUla - Trek-Segafredo - UAE Team Emirates ProTeams (7)- Bingoal WB - Israel-Premier Tech - Lotto Dstny - Q36.5 Pro Cycling Team - Team Flanders-Baloise - TotalEnergies - Uno-X Pro Cycling Team |
| |

### Lista startowa
| Alpecin-Deceuninck ADC | Alpecin-Deceuninck ADC      | Alpecin-Deceuninck ADC |
| ---------------------- | --------------------------- | ---------------------- |
| Nr                     | Kolarz                      | Miejsce                |
| 1                      | Jasper Philipsen (BEL)      | 4.                     |
| 2                      | Quinten Hermans (BEL)       | 30.                    |
| 3                      | Dries De Bondt (BEL)        | 58.                    |
| 4                      | Edward Planckaert (BEL)     | 31.                    |
| 5                      | Robbe Ghys (BEL)            | 120.                   |
| 6                      | Ramon Sinkeldam (NED)       | 64.                    |
| 7                      | Fabio Van den Bossche (BEL) | 133.                   |

| AG2R Citroën Team ACT | AG2R Citroën Team ACT     | AG2R Citroën Team ACT |
| --------------------- | ------------------------- | --------------------- |
| Nr                    | Kolarz                    | Miejsce               |
| 11                    | Greg Van Avermaet (BEL)   | 89.                   |
| 12                    | Pierre Gautherat (FRA)    | DNF                   |
| 13                    | Lawrence Naesen (BEL)     | DNF                   |
| 14                    | Oliver Naesen (BEL)       | 84.                   |
| 15                    | Damien Touzé (FRA)        | 90.                   |
| 16                    | Valentin Retailleau (FRA) | 136.                  |
| 17                    | Stan Dewulf (BEL)         | 13.                   |

| Astana Qazaqstan Team AST | Astana Qazaqstan Team AST      | Astana Qazaqstan Team AST |
| ------------------------- | ------------------------------ | ------------------------- |
| Nr                        | Kolarz                         | Miejsce                   |
| 21                        | Igor Czżan (KAZ)               | DNF                       |
| 22                        | Jewgienij Gidicz (KAZ) (szosa) | DNF                       |
| 23                        | Jewgienij Fiodorow (KAZ)       | 100.                      |
| 24                        | Dmitrij Gruzdiew (KAZ)         | 119.                      |
| 25                        | Nurbergen Nurłychasym (KAZ)    | DNF                       |
| 26                        | Martin Laas (EST)              | DNF                       |
| 27                        | Gleb Syrica                    | 99.                       |

| Bora-Hansgrohe BOH | Bora-Hansgrohe BOH        | Bora-Hansgrohe BOH |
| ------------------ | ------------------------- | ------------------ |
| Nr                 | Kolarz                    | Miejsce            |
| 31                 | Nils Politt (GER) (szosa) | 10.                |
| 32                 | Shane Archbold (NZL)      | DNF                |
| 33                 | Patrick Gamper (AUT)      | 117.               |
| 34                 | Marco Haller (AUT)        | 44.                |
| 35                 | Jonas Koch (GER)          | 75.                |
| 36                 | Danny van Poppel (NED)    | 18.                |
| 37                 | Jordi Meeus (BEL)         | 37.                |

| Bahrain Victorious TBV | Bahrain Victorious TBV | Bahrain Victorious TBV |
| ---------------------- | ---------------------- | ---------------------- |
| Nr                     | Kolarz                 | Miejsce                |
| 41                     | Andrea Pasqualon (ITA) | 8.                     |
| 42                     | Matevž Govekar (SLO)   | DNF                    |
| 43                     | Filip Maciejuk (POL)   | 70.                    |
| 44                     | Kamil Gradek (POL)     | DNF                    |
| 45                     | Dušan Rajović (SRB)    | 55.                    |
| 46                     | Cameron Scott (AUS)    | 116.                   |
| 47                     | Fred Wright (GBR)      | 19.                    |

| UAE Team Emirates UAD | UAE Team Emirates UAD      | UAE Team Emirates UAD |
| --------------------- | -------------------------- | --------------------- |
| Nr                    | Kolarz                     | Miejsce               |
| 51                    | Pascal Ackermann (GER)     | DNF                   |
| 52                    | Sjoerd Bax (NED)           | 72.                   |
| 53                    | Mikkel Bjerg (DEN)         | 37.                   |
| 54                    | Ryan Gibbons (RSA)         | 107.                  |
| 55                    | Vegard Stake Laengen (NOR) | 79.                   |
| 56                    | Matteo Trentin (ITA)       | 17.                   |
| 57                    | Tim Wellens (BEL)          | 42.                   |

| Jumbo-Visma TJV | Jumbo-Visma TJV          | Jumbo-Visma TJV |
| --------------- | ------------------------ | --------------- |
| Nr              | Kolarz                   | Miejsce         |
| 61              | Edoardo Affini (ITA)     | DNF             |
| 62              | Tiesj Benoot (BEL)       | 26.             |
| 63              | Olav Kooij (NED)         | DNF             |
| 64              | Timo Roosen (NED)        | 74.             |
| 65              | Tosh Van der Sande (BEL) | 94.             |
| 66              | Tim van Dijke (NED)      | 122.            |
| 67              | Christophe Laporte (FRA) | 1.              |

| Ineos Grenadiers IGD | Ineos Grenadiers IGD   | Ineos Grenadiers IGD |
| -------------------- | ---------------------- | -------------------- |
| Nr                   | Kolarz                 | Miejsce              |
| 71                   | Thomas Pidcock (GBR)   | 11.                  |
| 72                   | Kim Heiduk (GER)       | 115.                 |
| 73                   | Jhonatan Narváez (ECU) | 32.                  |
| 74                   | Filippo Ganna (ITA)    | 91.                  |
| 75                   | Ben Turner (GBR)       | 80.                  |
| 76                   | Magnus Sheffield (USA) | 52.                  |
| 77                   | Connor Swift (GBR)     | 73.                  |

| Soudal Quick-Step SOQ | Soudal Quick-Step SOQ     | Soudal Quick-Step SOQ |
| --------------------- | ------------------------- | --------------------- |
| Nr                    | Kolarz                    | Miejsce               |
| 81                    | Julian Alaphilippe (FRA)  | 29.                   |
| 82                    | Davide Ballerini (ITA)    | 7.                    |
| 83                    | Jannik Steimle (GER)      | 102.                  |
| 84                    | Bert Van Lerberghe (BEL)  | 85.                   |
| 85                    | Tim Merlier (BEL) (szosa) | DNF                   |
| 86                    | Casper Pedersen (DEN)     | 63.                   |
| 87                    | Stan Van Tricht (BEL)     | 54.                   |

| Groupama-FDJ GFC | Groupama-FDJ GFC       | Groupama-FDJ GFC |
| ---------------- | ---------------------- | ---------------- |
| Nr               | Kolarz                 | Miejsce          |
| 91               | Stefan Küng (SUI)      | 23.              |
| 92               | Lewis Askey (GBR)      | 50.              |
| 93               | Kevin Geniets (LUX)    | 142.             |
| 94               | Olivier Le Gac (FRA)   | 24.              |
| 95               | Fabian Lienhard (SUI)  | 76.              |
| 96               | Valentin Madouas (FRA) | 28.              |
| 97               | Jake Stewart (GBR)     | 88.              |

| Trek-Segafredo TFS | Trek-Segafredo TFS          | Trek-Segafredo TFS |
| ------------------ | --------------------------- | ------------------ |
| Nr                 | Kolarz                      | Miejsce            |
| 101                | Mads Pedersen (DEN)         | 5.                 |
| 102                | Emīls Liepiņš (LAT) (szosa) | 114.               |
| 103                | Mathias Vacek (CZE)         | 59.                |
| 104                | Daan Hoole (NED)            | 118.               |
| 105                | Alex Kirsch (LUX)           | 45.                |
| 106                | Jasper Stuyven (BEL)        | 34.                |
| 107                | Edward Theuns (BEL)         | 33.                |

| EF Education-EasyPost EFE | EF Education-EasyPost EFE   | EF Education-EasyPost EFE |
| ------------------------- | --------------------------- | ------------------------- |
| Nr                        | Kolarz                      | Miejsce                   |
| 111                       | Alberto Bettiol (ITA)       | DNS                       |
| 112                       | Stefan Bissegger (SUI)      | DNF                       |
| 113                       | Thomas Scully (NZL)         | 96.                       |
| 114                       | Mikkel Frølich Honoré (DEN) | 22.                       |
| 115                       | Jonas Rutsch (GER)          | 51.                       |
| 116                       | Neilson Powless (USA)       | 3.                        |
| 117                       | Julius van den Berg (NED)   | 77.                       |

| Team Jayco AlUla JAY | Team Jayco AlUla JAY   | Team Jayco AlUla JAY |
| -------------------- | ---------------------- | -------------------- |
| Nr                   | Kolarz                 | Miejsce              |
| 121                  | Michael Matthews (AUS) | 20.                  |
| 122                  | Blake Quick (AUS)      | DNF                  |
| 123                  | Luka Mezgec (SLO)      | DNF                  |
| 124                  | Kelland O’Brien (AUS)  | 36.                  |
| 125                  | Zdeněk Štybar (CZE)    | DNF                  |
| 126                  | Luke Durbridge (AUS)   | 81.                  |
| 127                  | Elmar Reinders (NED)   | 121.                 |

| Movistar Team MOV | Movistar Team MOV       | Movistar Team MOV |
| ----------------- | ----------------------- | ----------------- |
| Nr                | Kolarz                  | Miejsce           |
| 131               | Fernando Gaviria (COL)  | 92.               |
| 132               | Vinicius Rangel (BRA)   | 129.              |
| 133               | Mathias Norsgaard (DEN) | 46.               |
| 134               | Juri Hollmann (GER)     | 86.               |
| 135               | Oier Lazkano (ESP)      | 2.                |
| 136               | Lluís Mas (ESP)         | DNF               |
| 137               | Iván Romeo (ESP)        | 130.              |

| Team DSM DSM | Team DSM DSM          | Team DSM DSM |
| ------------ | --------------------- | ------------ |
| Nr           | Kolarz                | Miejsce      |
| 141          | John Degenkolb (GER)  | 15.          |
| 142          | Pavel Bittner (CZE)   | DNF          |
| 143          | Nils Eekhoff (NED)    | DNF          |
| 144          | Leon Heinschke (GER)  | 39.          |
| 145          | Sam Welsford (AUS)    | 113.         |
| 146          | Sean Flynn (GBR)      | 57.          |
| 147          | Kevin Vermaerke (USA) | DNS          |

| Cofidis COF | Cofidis COF            | Cofidis COF |
| ----------- | ---------------------- | ----------- |
| Nr          | Kolarz                 | Miejsce     |
| 151         | Piet Allegaert (BEL)   | 126.        |
| 152         | Simone Consonni (ITA)  | DNF         |
| 153         | Wesley Kreder (NED)    | 128.        |
| 154         | Christophe Noppe (BEL) | DNF         |
| 155         | Axel Zingle (FRA)      | 12.         |
| 156         | Alexis Renard (FRA)    | 103.        |
| 157         | Max Walscheid (GER)    | 98.         |

| Arkéa-Samsic ARK | Arkéa-Samsic ARK      | Arkéa-Samsic ARK |
| ---------------- | --------------------- | ---------------- |
| Nr               | Kolarz                | Miejsce          |
| 161              | Jenthe Biermans (BEL) | 104.             |
| 162              | David Dekker (NED)    | 123.             |
| 163              | Kévin Ledanois (FRA)  |                  |
| 164              | Matis Louvel (FRA)    | 25.              |
| 165              | Daniel McLay (GBR)    | 95.              |
| 166              | Luca Mozzato (ITA)    | 140.             |
| 167              | Andrij Ponomar (UKR)  | DNS              |

| Intermarché-Circus-Wanty ICW | Intermarché-Circus-Wanty ICW | Intermarché-Circus-Wanty ICW |
| ---------------------------- | ---------------------------- | ---------------------------- |
| Nr                           | Kolarz                       | Miejsce                      |
| 171                          | Aimé De Gendt (BEL)          | 97.                          |
| 172                          | Gerben Thijssen (BEL)        | 125.                         |
| 173                          | Hugo Page (FRA)              | 137.                         |
| 174                          | Baptiste Planckaert (BEL)    | 93.                          |
| 175                          | Taco van der Hoorn (NED)     | 65.                          |
| 176                          | Sven Erik Bystrøm (NOR)      | 62.                          |
| 177                          | Adrien Petit (FRA)           | DNF                          |

| Lotto Dstny LTD | Lotto Dstny LTD                | Lotto Dstny LTD |
| --------------- | ------------------------------ | --------------- |
| Nr              | Kolarz                         | Miejsce         |
| 181             | Arnaud De Lie (BEL)            | 6.              |
| 182             | Cédric Beullens (BEL)          | 112.            |
| 183             | Pascal Eenkhoorn (NED) (szosa) | 35.             |
| 184             | Jasper De Buyst (BEL)          | 41.             |
| 185             | Caleb Ewan (AUS)               | 83.             |
| 186             | Frederik Frison (BEL)          | 40.             |
| 187             | Sébastien Grignard (BEL)       | 78.             |

| Israel-Premier Tech IPT | Israel-Premier Tech IPT | Israel-Premier Tech IPT |
| ----------------------- | ----------------------- | ----------------------- |
| Nr                      | Kolarz                  | Miejsce                 |
| 191                     | Sep Vanmarcke (BEL)     | DNF                     |
| 192                     | Hugo Houle (CAN)        | 87.                     |
| 193                     | Krists Neilands (LAT)   | 21.                     |
| 194                     | Guillaume Boivin (CAN)  | 9.                      |
| 195                     | Jens Reynders (BEL)     | DNF                     |
| 196                     | Tom Van Asbroeck (BEL)  | 49.                     |
| 197                     | Omer Goldstein (ISR)    | 68.                     |

| Uno-X Pro Cycling Team UXT | Uno-X Pro Cycling Team UXT  | Uno-X Pro Cycling Team UXT |
| -------------------------- | --------------------------- | -------------------------- |
| Nr                         | Kolarz                      | Miejsce                    |
| 201                        | Alexander Kristoff (NOR)    | 27.                        |
| 202                        | Louis Bendixen (DEN)        | 82.                        |
| 203                        | Kristoffer Halvorsen (NOR)  | DNF                        |
| 204                        | William Blume Levy (DEN)    | 110.                       |
| 205                        | Martin Urianstad (NOR)      | 56.                        |
| 206                        | Rasmus Tiller (NOR) (szosa) | 43.                        |
| 207                        | Søren Wærenskjold (NOR)     | 14.                        |

| TotalEnergies TEN | TotalEnergies TEN          | TotalEnergies TEN |
| ----------------- | -------------------------- | ----------------- |
| Nr                | Kolarz                     | Miejsce           |
| 211               | Edvald Boasson Hagen (NOR) | 67.               |
| 212               | Dries Van Gestel (BEL)     | 16.               |
| 213               | Thomas Bonnet (FRA)        | 134.              |
| 214               | Sandy Dujardin (FRA)       | 61.               |
| 215               | Émilien Jeannière (FRA)    | 135.              |
| 216               | Geoffrey Soupe (FRA)       | DNS               |
| 217               | Anthony Turgis (FRA)       | 138.              |

| Bingoal WB BWB | Bingoal WB BWB                 | Bingoal WB BWB |
| -------------- | ------------------------------ | -------------- |
| Nr             | Kolarz                         | Miejsce        |
| 221            | Guillaume Van Keirsbulck (BEL) | 109.           |
| 222            | Ceriel Desal (BEL)             | 105.           |
| 223            | Louis Blouwe (BEL)             | 101.           |
| 224            | Julian Mertens (BEL)           | 66.            |
| 225            | Ludovic Robeet (BEL)           | 131.           |
| 226            | Luca Van Boven (BEL)           | 69.            |
| 227            | Dorian de Maeght (BEL)         | DNF            |

| Q36.5 Pro Cycling Team Q36 | Q36.5 Pro Cycling Team Q36 | Q36.5 Pro Cycling Team Q36 |
| -------------------------- | -------------------------- | -------------------------- |
| Nr                         | Kolarz                     | Miejsce                    |
| 231                        | Jack Bauer (NZL)           | 108.                       |
| 232                        | Filippo Colombo (SUI)      | 60.                        |
| 233                        | Kamil Małecki (POL)        | 111.                       |
| 234                        | Alessandro Fedeli (ITA)    | 47.                        |
| 235                        | Matteo Moschetti (ITA)     | 139.                       |
| 236                        | Nicolò Parisini (ITA)      | 141.                       |
| 237                        | Nickolas Zukowsky (CAN)    | 48.                        |

| Team Flanders-Baloise TFB | Team Flanders-Baloise TFB | Team Flanders-Baloise TFB |
| ------------------------- | ------------------------- | ------------------------- |
| Nr                        | Kolarz                    | Miejsce                   |
| 241                       | Alex Colman (BEL)         | 71.                       |
| 242                       | Lindsay De Vylder (BEL)   | 53.                       |
| 243                       | Tuur Dens (BEL)           | 127.                      |
| 244                       | Gilles De Wilde (BEL)     | 106.                      |
| 245                       | Noah Vandenbranden (BEL)  | 132.                      |
| 246                       | Vincent Van Hemelen (BEL) | DNF                       |
| 247                       | Ward Vanhoof (BEL)        | 38.                       |

| Alpecin-Deceuninck ADC | Alpecin-Deceuninck ADC      | Alpecin-Deceuninck ADC |
| ---------------------- | --------------------------- | ---------------------- |
| Nr                     | Kolarz                      | Miejsce                |
| 1                      | Jasper Philipsen (BEL)      | 4.                     |
| 2                      | Quinten Hermans (BEL)       | 30.                    |
| 3                      | Dries De Bondt (BEL)        | 58.                    |
| 4                      | Edward Planckaert (BEL)     | 31.                    |
| 5                      | Robbe Ghys (BEL)            | 120.                   |
| 6                      | Ramon Sinkeldam (NED)       | 64.                    |
| 7                      | Fabio Van den Bossche (BEL) | 133.                   |

| AG2R Citroën Team ACT | AG2R Citroën Team ACT     | AG2R Citroën Team ACT |
| --------------------- | ------------------------- | --------------------- |
| Nr                    | Kolarz                    | Miejsce               |
| 11                    | Greg Van Avermaet (BEL)   | 89.                   |
| 12                    | Pierre Gautherat (FRA)    | DNF                   |
| 13                    | Lawrence Naesen (BEL)     | DNF                   |
| 14                    | Oliver Naesen (BEL)       | 84.                   |
| 15                    | Damien Touzé (FRA)        | 90.                   |
| 16                    | Valentin Retailleau (FRA) | 136.                  |
| 17                    | Stan Dewulf (BEL)         | 13.                   |

| Astana Qazaqstan Team AST | Astana Qazaqstan Team AST      | Astana Qazaqstan Team AST |
| ------------------------- | ------------------------------ | ------------------------- |
| Nr                        | Kolarz                         | Miejsce                   |
| 21                        | Igor Czżan (KAZ)               | DNF                       |
| 22                        | Jewgienij Gidicz (KAZ) (szosa) | DNF                       |
| 23                        | Jewgienij Fiodorow (KAZ)       | 100.                      |
| 24                        | Dmitrij Gruzdiew (KAZ)         | 119.                      |
| 25                        | Nurbergen Nurłychasym (KAZ)    | DNF                       |
| 26                        | Martin Laas (EST)              | DNF                       |
| 27                        | Gleb Syrica                    | 99.                       |

| Bora-Hansgrohe BOH | Bora-Hansgrohe BOH        | Bora-Hansgrohe BOH |
| ------------------ | ------------------------- | ------------------ |
| Nr                 | Kolarz                    | Miejsce            |
| 31                 | Nils Politt (GER) (szosa) | 10.                |
| 32                 | Shane Archbold (NZL)      | DNF                |
| 33                 | Patrick Gamper (AUT)      | 117.               |
| 34                 | Marco Haller (AUT)        | 44.                |
| 35                 | Jonas Koch (GER)          | 75.                |
| 36                 | Danny van Poppel (NED)    | 18.                |
| 37                 | Jordi Meeus (BEL)         | 37.                |

| Bahrain Victorious TBV | Bahrain Victorious TBV | Bahrain Victorious TBV |
| ---------------------- | ---------------------- | ---------------------- |
| Nr                     | Kolarz                 | Miejsce                |
| 41                     | Andrea Pasqualon (ITA) | 8.                     |
| 42                     | Matevž Govekar (SLO)   | DNF                    |
| 43                     | Filip Maciejuk (POL)   | 70.                    |
| 44                     | Kamil Gradek (POL)     | DNF                    |
| 45                     | Dušan Rajović (SRB)    | 55.                    |
| 46                     | Cameron Scott (AUS)    | 116.                   |
| 47                     | Fred Wright (GBR)      | 19.                    |

| UAE Team Emirates UAD | UAE Team Emirates UAD      | UAE Team Emirates UAD |
| --------------------- | -------------------------- | --------------------- |
| Nr                    | Kolarz                     | Miejsce               |
| 51                    | Pascal Ackermann (GER)     | DNF                   |
| 52                    | Sjoerd Bax (NED)           | 72.                   |
| 53                    | Mikkel Bjerg (DEN)         | 37.                   |
| 54                    | Ryan Gibbons (RSA)         | 107.                  |
| 55                    | Vegard Stake Laengen (NOR) | 79.                   |
| 56                    | Matteo Trentin (ITA)       | 17.                   |
| 57                    | Tim Wellens (BEL)          | 42.                   |

| Jumbo-Visma TJV | Jumbo-Visma TJV          | Jumbo-Visma TJV |
| --------------- | ------------------------ | --------------- |
| Nr              | Kolarz                   | Miejsce         |
| 61              | Edoardo Affini (ITA)     | DNF             |
| 62              | Tiesj Benoot (BEL)       | 26.             |
| 63              | Olav Kooij (NED)         | DNF             |
| 64              | Timo Roosen (NED)        | 74.             |
| 65              | Tosh Van der Sande (BEL) | 94.             |
| 66              | Tim van Dijke (NED)      | 122.            |
| 67              | Christophe Laporte (FRA) | 1.              |

| Ineos Grenadiers IGD | Ineos Grenadiers IGD   | Ineos Grenadiers IGD |
| -------------------- | ---------------------- | -------------------- |
| Nr                   | Kolarz                 | Miejsce              |
| 71                   | Thomas Pidcock (GBR)   | 11.                  |
| 72                   | Kim Heiduk (GER)       | 115.                 |
| 73                   | Jhonatan Narváez (ECU) | 32.                  |
| 74                   | Filippo Ganna (ITA)    | 91.                  |
| 75                   | Ben Turner (GBR)       | 80.                  |
| 76                   | Magnus Sheffield (USA) | 52.                  |
| 77                   | Connor Swift (GBR)     | 73.                  |

| Soudal Quick-Step SOQ | Soudal Quick-Step SOQ     | Soudal Quick-Step SOQ |
| --------------------- | ------------------------- | --------------------- |
| Nr                    | Kolarz                    | Miejsce               |
| 81                    | Julian Alaphilippe (FRA)  | 29.                   |
| 82                    | Davide Ballerini (ITA)    | 7.                    |
| 83                    | Jannik Steimle (GER)      | 102.                  |
| 84                    | Bert Van Lerberghe (BEL)  | 85.                   |
| 85                    | Tim Merlier (BEL) (szosa) | DNF                   |
| 86                    | Casper Pedersen (DEN)     | 63.                   |
| 87                    | Stan Van Tricht (BEL)     | 54.                   |

| Groupama-FDJ GFC | Groupama-FDJ GFC       | Groupama-FDJ GFC |
| ---------------- | ---------------------- | ---------------- |
| Nr               | Kolarz                 | Miejsce          |
| 91               | Stefan Küng (SUI)      | 23.              |
| 92               | Lewis Askey (GBR)      | 50.              |
| 93               | Kevin Geniets (LUX)    | 142.             |
| 94               | Olivier Le Gac (FRA)   | 24.              |
| 95               | Fabian Lienhard (SUI)  | 76.              |
| 96               | Valentin Madouas (FRA) | 28.              |
| 97               | Jake Stewart (GBR)     | 88.              |

| Trek-Segafredo TFS | Trek-Segafredo TFS          | Trek-Segafredo TFS |
| ------------------ | --------------------------- | ------------------ |
| Nr                 | Kolarz                      | Miejsce            |
| 101                | Mads Pedersen (DEN)         | 5.                 |
| 102                | Emīls Liepiņš (LAT) (szosa) | 114.               |
| 103                | Mathias Vacek (CZE)         | 59.                |
| 104                | Daan Hoole (NED)            | 118.               |
| 105                | Alex Kirsch (LUX)           | 45.                |
| 106                | Jasper Stuyven (BEL)        | 34.                |
| 107                | Edward Theuns (BEL)         | 33.                |

| EF Education-EasyPost EFE | EF Education-EasyPost EFE   | EF Education-EasyPost EFE |
| ------------------------- | --------------------------- | ------------------------- |
| Nr                        | Kolarz                      | Miejsce                   |
| 111                       | Alberto Bettiol (ITA)       | DNS                       |
| 112                       | Stefan Bissegger (SUI)      | DNF                       |
| 113                       | Thomas Scully (NZL)         | 96.                       |
| 114                       | Mikkel Frølich Honoré (DEN) | 22.                       |
| 115                       | Jonas Rutsch (GER)          | 51.                       |
| 116                       | Neilson Powless (USA)       | 3.                        |
| 117                       | Julius van den Berg (NED)   | 77.                       |

| Team Jayco AlUla JAY | Team Jayco AlUla JAY   | Team Jayco AlUla JAY |
| -------------------- | ---------------------- | -------------------- |
| Nr                   | Kolarz                 | Miejsce              |
| 121                  | Michael Matthews (AUS) | 20.                  |
| 122                  | Blake Quick (AUS)      | DNF                  |
| 123                  | Luka Mezgec (SLO)      | DNF                  |
| 124                  | Kelland O’Brien (AUS)  | 36.                  |
| 125                  | Zdeněk Štybar (CZE)    | DNF                  |
| 126                  | Luke Durbridge (AUS)   | 81.                  |
| 127                  | Elmar Reinders (NED)   | 121.                 |

| Movistar Team MOV | Movistar Team MOV       | Movistar Team MOV |
| ----------------- | ----------------------- | ----------------- |
| Nr                | Kolarz                  | Miejsce           |
| 131               | Fernando Gaviria (COL)  | 92.               |
| 132               | Vinicius Rangel (BRA)   | 129.              |
| 133               | Mathias Norsgaard (DEN) | 46.               |
| 134               | Juri Hollmann (GER)     | 86.               |
| 135               | Oier Lazkano (ESP)      | 2.                |
| 136               | Lluís Mas (ESP)         | DNF               |
| 137               | Iván Romeo (ESP)        | 130.              |

| Team DSM DSM | Team DSM DSM          | Team DSM DSM |
| ------------ | --------------------- | ------------ |
| Nr           | Kolarz                | Miejsce      |
| 141          | John Degenkolb (GER)  | 15.          |
| 142          | Pavel Bittner (CZE)   | DNF          |
| 143          | Nils Eekhoff (NED)    | DNF          |
| 144          | Leon Heinschke (GER)  | 39.          |
| 145          | Sam Welsford (AUS)    | 113.         |
| 146          | Sean Flynn (GBR)      | 57.          |
| 147          | Kevin Vermaerke (USA) | DNS          |

| Cofidis COF | Cofidis COF            | Cofidis COF |
| ----------- | ---------------------- | ----------- |
| Nr          | Kolarz                 | Miejsce     |
| 151         | Piet Allegaert (BEL)   | 126.        |
| 152         | Simone Consonni (ITA)  | DNF         |
| 153         | Wesley Kreder (NED)    | 128.        |
| 154         | Christophe Noppe (BEL) | DNF         |
| 155         | Axel Zingle (FRA)      | 12.         |
| 156         | Alexis Renard (FRA)    | 103.        |
| 157         | Max Walscheid (GER)    | 98.         |

| Arkéa-Samsic ARK | Arkéa-Samsic ARK      | Arkéa-Samsic ARK |
| ---------------- | --------------------- | ---------------- |
| Nr               | Kolarz                | Miejsce          |
| 161              | Jenthe Biermans (BEL) | 104.             |
| 162              | David Dekker (NED)    | 123.             |
| 163              | Kévin Ledanois (FRA)  |                  |
| 164              | Matis Louvel (FRA)    | 25.              |
| 165              | Daniel McLay (GBR)    | 95.              |
| 166              | Luca Mozzato (ITA)    | 140.             |
| 167              | Andrij Ponomar (UKR)  | DNS              |

| Intermarché-Circus-Wanty ICW | Intermarché-Circus-Wanty ICW | Intermarché-Circus-Wanty ICW |
| ---------------------------- | ---------------------------- | ---------------------------- |
| Nr                           | Kolarz                       | Miejsce                      |
| 171                          | Aimé De Gendt (BEL)          | 97.                          |
| 172                          | Gerben Thijssen (BEL)        | 125.                         |
| 173                          | Hugo Page (FRA)              | 137.                         |
| 174                          | Baptiste Planckaert (BEL)    | 93.                          |
| 175                          | Taco van der Hoorn (NED)     | 65.                          |
| 176                          | Sven Erik Bystrøm (NOR)      | 62.                          |
| 177                          | Adrien Petit (FRA)           | DNF                          |

| Lotto Dstny LTD | Lotto Dstny LTD                | Lotto Dstny LTD |
| --------------- | ------------------------------ | --------------- |
| Nr              | Kolarz                         | Miejsce         |
| 181             | Arnaud De Lie (BEL)            | 6.              |
| 182             | Cédric Beullens (BEL)          | 112.            |
| 183             | Pascal Eenkhoorn (NED) (szosa) | 35.             |
| 184             | Jasper De Buyst (BEL)          | 41.             |
| 185             | Caleb Ewan (AUS)               | 83.             |
| 186             | Frederik Frison (BEL)          | 40.             |
| 187             | Sébastien Grignard (BEL)       | 78.             |

| Israel-Premier Tech IPT | Israel-Premier Tech IPT | Israel-Premier Tech IPT |
| ----------------------- | ----------------------- | ----------------------- |
| Nr                      | Kolarz                  | Miejsce                 |
| 191                     | Sep Vanmarcke (BEL)     | DNF                     |
| 192                     | Hugo Houle (CAN)        | 87.                     |
| 193                     | Krists Neilands (LAT)   | 21.                     |
| 194                     | Guillaume Boivin (CAN)  | 9.                      |
| 195                     | Jens Reynders (BEL)     | DNF                     |
| 196                     | Tom Van Asbroeck (BEL)  | 49.                     |
| 197                     | Omer Goldstein (ISR)    | 68.                     |

| Uno-X Pro Cycling Team UXT | Uno-X Pro Cycling Team UXT  | Uno-X Pro Cycling Team UXT |
| -------------------------- | --------------------------- | -------------------------- |
| Nr                         | Kolarz                      | Miejsce                    |
| 201                        | Alexander Kristoff (NOR)    | 27.                        |
| 202                        | Louis Bendixen (DEN)        | 82.                        |
| 203                        | Kristoffer Halvorsen (NOR)  | DNF                        |
| 204                        | William Blume Levy (DEN)    | 110.                       |
| 205                        | Martin Urianstad (NOR)      | 56.                        |
| 206                        | Rasmus Tiller (NOR) (szosa) | 43.                        |
| 207                        | Søren Wærenskjold (NOR)     | 14.                        |

| TotalEnergies TEN | TotalEnergies TEN          | TotalEnergies TEN |
| ----------------- | -------------------------- | ----------------- |
| Nr                | Kolarz                     | Miejsce           |
| 211               | Edvald Boasson Hagen (NOR) | 67.               |
| 212               | Dries Van Gestel (BEL)     | 16.               |
| 213               | Thomas Bonnet (FRA)        | 134.              |
| 214               | Sandy Dujardin (FRA)       | 61.               |
| 215               | Émilien Jeannière (FRA)    | 135.              |
| 216               | Geoffrey Soupe (FRA)       | DNS               |
| 217               | Anthony Turgis (FRA)       | 138.              |

| Bingoal WB BWB | Bingoal WB BWB                 | Bingoal WB BWB |
| -------------- | ------------------------------ | -------------- |
| Nr             | Kolarz                         | Miejsce        |
| 221            | Guillaume Van Keirsbulck (BEL) | 109.           |
| 222            | Ceriel Desal (BEL)             | 105.           |
| 223            | Louis Blouwe (BEL)             | 101.           |
| 224            | Julian Mertens (BEL)           | 66.            |
| 225            | Ludovic Robeet (BEL)           | 131.           |
| 226            | Luca Van Boven (BEL)           | 69.            |
| 227            | Dorian de Maeght (BEL)         | DNF            |

| Q36.5 Pro Cycling Team Q36 | Q36.5 Pro Cycling Team Q36 | Q36.5 Pro Cycling Team Q36 |
| -------------------------- | -------------------------- | -------------------------- |
| Nr                         | Kolarz                     | Miejsce                    |
| 231                        | Jack Bauer (NZL)           | 108.                       |
| 232                        | Filippo Colombo (SUI)      | 60.                        |
| 233                        | Kamil Małecki (POL)        | 111.                       |
| 234                        | Alessandro Fedeli (ITA)    | 47.                        |
| 235                        | Matteo Moschetti (ITA)     | 139.                       |
| 236                        | Nicolò Parisini (ITA)      | 141.                       |
| 237                        | Nickolas Zukowsky (CAN)    | 48.                        |

| Team Flanders-Baloise TFB | Team Flanders-Baloise TFB | Team Flanders-Baloise TFB |
| ------------------------- | ------------------------- | ------------------------- |
| Nr                        | Kolarz                    | Miejsce                   |
| 241                       | Alex Colman (BEL)         | 71.                       |
| 242                       | Lindsay De Vylder (BEL)   | 53.                       |
| 243                       | Tuur Dens (BEL)           | 127.                      |
| 244                       | Gilles De Wilde (BEL)     | 106.                      |
| 245                       | Noah Vandenbranden (BEL)  | 132.                      |
| 246                       | Vincent Van Hemelen (BEL) | DNF                       |
| 247                       | Ward Vanhoof (BEL)        | 38.                       |

Legenda: DNF – nie ukończył, OTL – przekroczył limit czasu, DNS – nie wystartował, DSQ – zdyskwalifikowany.

## Klasyfikacja generalna
| \| Klasyfikacja generalna \| Klasyfikacja generalna \| Klasyfikacja generalna \| Klasyfikacja generalna \| Klasyfikacja generalna \| \| Kolarz \| Kolarz \| Państwo \| Drużyna \| Czas \| \| ---------------------- \| ---------------------- \| ---------------------- \| ---------------------- \| ---------------------- \| \| 1. \| Christophe Laporte \| Francja \| Jumbo-Visma \| 4h 06' 20" \| \| 2. \| Oier Lazkano \| Hiszpania \| Movistar Team \| + 15" \| \| 3. \| Neilson Powless \| Stany Zjednoczone \| EF Education-EasyPost \| + 15" \| \| 4. \| Jasper Philipsen \| Belgia \| Alpecin-Deceuninck \| + 15" \| \| 5. \| Mads Pedersen \| Dania \| Trek-Segafredo \| + 15" \| \| 6. \| Arnaud De Lie \| Belgia \| Lotto Dstny \| + 15" \| \| 7. \| Davide Ballerini \| Włochy \| Soudal Quick-Step \| + 15" \| \| 8. \| Andrea Pasqualon \| Włochy \| Bahrain Victorious \| + 15" \| \| 9. \| Guillaume Boivin \| Kanada \| Israel-Premier Tech \| + 15" \| \| 10. \| Nils Politt \| Niemcy \| Bora-Hansgrohe \| + 15" \| |                    |                   |                       |            |
| |                    |                   |                       |            |
| Źródło: ProCyclingStats |                    |                   |                       |            |
| Klasyfikacja generalna |                    |                   |                       |            |
| Kolarz | Kolarz             | Państwo           | Drużyna               | Czas       |
| 1. | Christophe Laporte | Francja           | Jumbo-Visma           | 4h 06' 20" |
| 2. | Oier Lazkano       | Hiszpania         | Movistar Team         | + 15"      |
| 3. | Neilson Powless    | Stany Zjednoczone | EF Education-EasyPost | + 15"      |
| 4. | Jasper Philipsen   | Belgia            | Alpecin-Deceuninck    | + 15"      |
| 5. | Mads Pedersen      | Dania             | Trek-Segafredo        | + 15"      |
| 6. | Arnaud De Lie      | Belgia            | Lotto Dstny           | + 15"      |
| 7. | Davide Ballerini   | Włochy            | Soudal Quick-Step     | + 15"      |
| 8. | Andrea Pasqualon   | Włochy            | Bahrain Victorious    | + 15"      |
| 9. | Guillaume Boivin   | Kanada            | Israel-Premier Tech   | + 15"      |
| 10. | Nils Politt        | Niemcy            | Bora-Hansgrohe        | + 15"      |